# 009-1
009-1 es una serie de anime basado en el manga de Shōtarō Ishinomori. Fue transmitida originalmente por la cadena de televisión TBS en octubre de 2006. En Latinoamérica y España fue transmitida por Animax. Narra las misiones de una agente occidental llamada Mylene Hoffman en un mundo donde la Guerra Fría ha durado más de un siglo y amenaza a la humanidad con desatar una guerra nuclear entre ambas facciones.
Animax Latinoamérica estrenó 009-1 el 6 de noviembre de 2008 por Lollipop. En mayo del 2010 es retirada de la programación, se repone en agosto del mismo año y se retira definitivamente dos meses después.

## Argumento
En un mundo alternativo, la Guerra Fría ha persistido durante 140 años. Como resultado de ello, el mundo se dividió en dos facciones: Los bloques occidental-capitalista, liderado por Estados Unidos, y oriental-comunista, liderado por la Unión Soviética. Como la Guerra Fría se prolonga, la tensión entre las dos facciones, así como el arsenal de Armas nucleares que poseen, va aumentando. Mylene Hoffman es una mujer que se convierte en una espía para el bloque occidental. Junto a otros 3 agentes, Mylene participa en diversas misiones emitidas por sus superiores.

## Personajes

### Personajes principales
- Mylene Hoffman (009-1)

Seiyu: Yumiko Shaku
Actriz de doblaje: Alice Fulks (EE, UU), Circe Luna (Latinoamérica)
Edad: 19
Altura: 1,73 m (5′ 8″)
Mylene Hoffman es la protagonista de la serie. Es una mujer alta de cabello rubio y corto y sensualmente atractiva, miembro activo de la Organización Zero Zero que trabaja como órgano de inteligencia para el bloque occidental, casi todo su cuerpo ha sido genéticamente modificado al estilo de una Cyborg y varias partes de su cuerpo están equipados con funciones específicas que son necesarias para la actividad de espionaje. Además de su arma estándar, que es un arma de rayos, la WA-P009 (comúnmente llamado pistola de plasma), que también lleva pendiente que usa como comunicadores, las botas con un arma oculta de la aguja, y los artes de otro agente pero sus armas más impresionantes son una especie de metralletas de que lanzan balas de 9mm que están camufladas en sus pechos, tiene una mente clara y una capacidad impresionante a la hora de elaborar planes lo que la hace la más eficiente y destacada agente de la organización y muchas veces usando su atractivo que es muy considerable (especialmente con hombres).
En el transcurso de toda la serie ella va cumpliendo las misiones que se le asignan en las cuales observa las diferentes clases de vidas que viven las personas y los sufrimiento por causa de la Guerra fría, también hace muchas reflexiones sobre cada misión como en el episodio de La noche sagrada donde se pregunta quienes son los verdaderos villanos de esta guerra.
- Número Cero

Seiyu: Houchu Ohtsuka
Actor de doblaje: Grant James
Como comandante de la Organización de cero cero, que es el jefe del Grupo Número 9. Su historia personal está envuelto completamente en el misterio, y nadie conoce su verdadera identidad. Su relación con Mylene puede ser visto como parte de una figura paterna, pero durante una misión, sus intercambios son siempre negocios. En ocasiones, se ha mostrado la emoción al hablar francamente con sus subordinados, pero él es esencialmente tranquilo, fresco, y recogido, lo que le permite dar a sus subordinados las órdenes apropiadas. Él es el cerebro de la Organización Zero Zero.
- Loki

Seiyū: Toshiyuki Morikawa (Japón)
Actor de doblaje:Haddock Gray (Inglés)
Un agente del bloque del Este, que fue invitado al castillo encantado, junto con Odin y Freya. Él siempre está tranquilo, fresco, y recogido, y nunca se amedrenta, no importa lo que sucede justo en frente de él. Con su mente aguda y capacidades físicas fuera de lo común, usted podría llamarlo "el 009-1 del bloque del Este". Se revela que él es 009-1 hermano menor, Paul. "Loki" es el nombre de un dios mal amante que es el hermano de leche de Odín en la mitología nórdica.
- Doctor Green

Seiyū: Yuji Ueda (Japón),
Actor de doblaje: Fenley Steve (Inglés)
Jefe de Supernatural el Bloque Oriental de Fondo de Investigación de Energía, y conocida en Oriente como el investigador más importante en poderes sobrenaturales. En el bloque occidental, los mutantes son objetos de odio y por lo tanto eliminados, pero en el Oriente, la investigación en profundidad se lleva a cabo en ellos, desde el punto de vista de que la increíble potencia situada en mutantes podrían ser capaces de ser convertidos a uso militar. El Dr. Green pide a los niños y las niñas mutantes "materiales experimentales", pero no se sabe lo que realmente siente por dentro.

### Personajes secundarios

#### El Grupo Número 9
- Judy Moore (009-2)

- Vanessa Ibert (009-3)

Seiyu: Satsuki Yukino
Voz en inglés: Celeste Roberts
Ella ha sido especialmente modificada con un enfoque en el análisis de los equipos electrónicos. Solo por el "mira" el objetivo, la cámara incorporada en su ojo puede almacenar los datos de la empresa seleccionada en la memoria de su cerebro. También es capaz de descargar la información que ella ha ganado en un dispositivo compacto a través del conector en la parte posterior de su cuello. El personaje está basado en Francoise Arnoul (003) de Cyborg 009.
- Berta Kästner (009-4)

Seiyu: Akeno Watanabe
Voz en inglés: Serena Varghese
Sus cuatro miembros se han modificado. Tanto los codos y las rodillas pueden ser equipadas con unidades tácticas adecuadas para la misión en particular. Entre los agentes Número 9, que tiene el mayor número de puntos de modificación cibernética. Su motivo es el de Albert Heinrich (004) de Cyborg 009, que estaba equipado con armas en todo el cuerpo.
- Thelma Banderas (009-5)

- Fei Chan (009-6)

- Mia Connery (009-7)

Seiyu: Marina Inoue
Voz en inglés: Rebeca Dahl
Su estructura ósea completa, así como todos los de sus músculos y la piel, se componen de un tejido biológico especial, haciendo posible que la de hacer una transformación completa en la que cualquier persona: una transformación que va más allá de un simple disfraz. No se espera de su lindo bebé cara, pero es un agente de frío que nunca muestra ningún sentimiento o emoción, durante una misión. Ella tiene un motivo basado en G (REAT) B (ritain) (007) de Cyborg 009. Su nombre puede ser una referencia a Sean Connery, quien interpretó a 007, muy similar a la Gran Bretaña.
- Una Berry (009-8)

- Mio Murashima (009-9) (Su nombre puede ser una referencia a Joe Shimamura de Cyborg 009.)

- Alyona Theremin (009-10)

- Bella Theremin (009-11)

- Amia Riegl (009-12)

#### El bloque occidental
- Doble Gómez

Interpretado por: Naomi Kusumi (Japón), George Manley (Inglés)
Dirigente de los escuadrones de la genética del Bloque Occidental de Brigada mutación eliminación. Él es un hombre grosero, arrogante, que se comporta como un perro hambriento. Él es muy a la defensiva de su territorio, por lo que alberga una cantidad excesiva de disgusto hacia "afuera" de otros departamentos. También tiene un gran deseo de triunfar, y es el tipo de personaje que siempre ordena a sus subordinados en todo en voz alta, tratando de obtener el crédito por sí mismo. Él llama a los mutantes "monstruos", y tiene un odio hacia ellos que supera con creces que correspondía a su trabajo.
- Mars

Keiichi Noda (Japón), Amor Andrew (Inglés): Seiyū
Número de código: 020. Un agente superior de la Organización Cero Cero. Él se dice que es el más irascible de la Organización Cero Cero, y su fuerza física es increíble. Su apariencia se asemeja a Cyborg 002. Su nombre en clave "Marte" es el nombre del dios de la guerra y la agricultura en la mitología romana.
Él se parece mucho a Jet Link de Cyborg 009, con barba y acento.
- Apolo

Seiyū: Atsushi Imaruoka (Japón), George Manley (Inglés)
Número de código: 030. Un agente superior de la Organización Cero Cero. Al igual que Marte, que no se han registrado resultados muy buenos, pero en una misión que siempre se pone en posición de apoyar desde abajo y completa su obra de esa manera. Él es un viejo camarada de Marte, y parece que han trabajado juntos como un equipo a menudo. Su nombre en código "Apollo" es el nombre del dios del sol en la mitología romana. En la mitología griega, es uno de los doce olímpicos. Él es el dios de la profecía, el pastoreo, la música, y tiro con arco.
- Ironheart

Chou Katsumi (japonés), Fleck Marty (Inglés): Seiyū
Un espía veterano que una vez fue espía de la parte superior Zero Zero Organización, también es mentor de Mylene. Su cuerpo está hecho de material cibernético.

#### El bloque del Este
- Lyudmila Schindler

Seiyū: Tomoko Miyadera (japonés), Barosh Vicki (Inglés)
Director de la Agencia de Inteligencia en la zona S del Bloque del Este. Una mujer muy orgullosa que ha jurado su lealtad hacia el Este, e indefectiblemente lleva a cabo sus misiones diferentes. En su vida privada, ella es lesbiana. Es más probable modelado después de Rosa Klebb, a partir de la versión cinematográfica de Desde Rusia con amor.
- Ivan Godunov

Interpretado por: John Jin Yamanoi (japonés), Gremillion (Inglés)
El subdirector de la Agencia de Inteligencia en S del bloque del Este de la zona. Un militar hasta la médula, que es un ideólogo peligrosos cuyo único deseo es destruir el equilibrio muy del mundo (que es gestionada por la guerra fría) y provocar una guerra mundial. Es un hombre cruel y despiadado que no se detendrán ante nada para lograr su objetivo.
- Freya

Interpretado por: Nancy Chiwa Saito (Japón), Novoa (Inglés)
Una hembra del bloque del Este agente de inteligencia. Con el fin de convertirse en un agente principal en el departamento de inteligencia del Este, que es un mundo de hombres, trabajó más duro que un hombre, hasta que estuvo lo suficientemente bueno para ser enviados a la línea del frente. Ella es fuerte de mente y seguro. Ella es la clase de persona que no se detendrá ante nada para lograr su objetivo, si ve la oportunidad, ella no dudará en su one-up compañeros y tomar el crédito por sí misma. Su nombre en clave "Freya" viene del nombre de la diosa del amor en la mitología nórdica.
- Odin

Interpretado por: Yusaku Yara (japonés), Mungle Rob (Inglés)
Un agente de la parte superior del bloque del Este. Es irascible, y siempre utiliza los métodos agresivos para llevar a cabo su misión. No es el tipo inteligente, pero su postura de que su método de tomar las cosas a través de la pura fuerza de voluntad consigue resultados definitivos parece ser altamente valorada por la agencia de inteligencia del Este. Su nombre en clave "Odin" se refiere al principal dios en la mitología nórdica, el dios de la sabiduría. Se dice que hará cualquier sacrificio es necesario para obtener sabiduría.
- Borzov

Dalmon Toriumi Kousuke (japonés), Miguel (Inglés): Seiyū
Un mensajero que intentó transportar fondos secretos hacia el este al convertirlo en un androide de oro puro. Su identidad fue descubierta hace mucho tiempo, y que terminó siendo el blanco de agentes de Western Bloc y el murciélago de oro.

#### Otros
- Huevo

Seiyū: Keiji Fujiwara (Japón), Vic Mignogna (Inglés)
Un francotirador de profesionales altamente cualificados contratados por el Bloque del Este. Es inusualmente preocupado por su estilo de matar, y él nunca hace nada que lo arruinaría. Cuando se contrata para un golpe, que solo funciona durante el día. Él usa un rifle de edad (una Remington 700) que ya es una antigüedad, y se utiliza solo una bala. Él solo mata a su objetivo, y siempre mata con un tiro en la cabeza. Este es el estilo férreo que ha pegado a toda su vida como un francotirador. Sus habilidades son de primera clase, pero Mylene se burla de él, porque él está tan preocupado con su estilo.
- El Fantasma

Interpretado por: Banjou Ginga (japonés), Jay Hickman (Inglés)
El propietario de un castillo encantado que se llama a sí mismo un miembro del grupo de espías "Golden Bat". Después de haber recibido una suspensión de algunos datos de la investigación innovadora, que podría destruir el equilibrio entre los ejércitos Oriental y Occidental, que invita a Mylene y los otros en un juego mortal con los datos como el premio.
- Mujer Misteriosa

Kensuke Tamura (Japón), Larson Jenny (Inglés): Seiyū
Un doble agente que fingió que estaba siendo acosada y luego se reveló como un androide de oro macizo.
- Chica Mutante

Interpretado por: Michiru Yamazaki (Japón), Fraser Glenda (Inglés)
Una niña siendo perseguido porque, como reconoce mutante, que está en conflicto con la "Ley de exterminio mutación genética". Sus padres utilizan su propio cuerpo como escudo para protegerla y falleció.
- Sam

Interpretado por: Rikiya Royama (japonés), Wendel Calvert (Inglés)
Desde el episodio bono "R & B en el volumen 3, Sam es un músico de jazz que lleva una doble vida. Cuando se encuentra con Mylene, los dos se convierten en" amigos ". Desafortunadamente, él es un hombre de jazz que no se debe confiar.

## Episodios
009-1 Se estrenó en Japón con un total de 12 episodios para la televisión, cada uno de ellos son las misiones que se le asignan a la protagonista de la historia y que tiene que cumplir en todo el episodio. También se añadió una misión extra que cronológicamente está entre el episodio 9 y 10 de la serie y por lo tanto se le da el número (9.5).
| #         | Título                                                                    | Estreno                 |
| --------- | ------------------------------------------------------------------------- | ----------------------- |
| Misión 1  | «Infiltrados» «Senyūsha-tachi» (潜入者たち)                               | 5 de octubre del 2006   |
| Misión 2  | «Una noche Sagrada» «Seiya» (聖夜,)                                       | 12 de octubre del 2006  |
| Misión 3  | «Asesino por naturaleza» «Hādo Boirudo» (ハードボイルド)                  | 19 de octubre de 2006   |
| Misión 4  | «Invitación al viejo Castillo» «Kojō Yori no Shōtaijō» (古城よりの招待状) | 26 de octubre de 2006   |
| Misión 5  | «La mujer de oro» «Ōgon no Onna» (黄金の女,)                              | 2 de noviembre de 2006  |
| Misión 6  | «La bomba» «Poppu» (ポップ)                                               | 9 de noviembre de 2006  |
| Misión 7  | «El puerto» «Minato» (港)                                                 | 16 de noviembre de 2006 |
| Misión 8  | «Cosas del Ayer» «Kinō no Koyomi» (昨日の暦)                              | 23 de noviembre de 2006 |
| Misión 9  | «Venganza» «Fukushū» (復讐)                                               | 30 de noviembre de 2006 |
| Misión 10 | «Explosión Inversa» «Gyaku-bakuhatsu» (逆爆発)                            | 7 de diciembre de 2006  |
| Misión 11 | «El éxodo» «Dasshutsu» (脱出,)                                            | 14 de diciembre de 2006 |
| Misión 12 | «El alba» «Yoake» (夜明け)                                                | 21 de diciembre de 2006 |

| #                   | Título               | Estreno          |
| ------------------- | -------------------- | ---------------- |
| Misión Extra ( 9.5) | «Al ritmo del Blues» | Exclusivo en DvD |

## Recepción
La serie ha recibido en general buenas críticas, en parte por su buena calidad de animación, su banda sonora la cual ha sido relacionada relativamente con las primeras películas del 007 James Bond, se ha hecho análisis más que en todo en el estilo de dibujado de Ishinomori quien dibujó el manga a principios de los años 70 y cuyo estilo de animación es considerado como obsoleto, por otro lado se hizo cierta crítica sobre el Fanservice que utiliza la serie especialmente con el personaje de Mylene y las demás chicas aunque se reconoce que no sa ha abusado de él como en otras series de esta naturaleza.